# Jablanitsa (ort)
Jablanitsa (bulgariska: Ябланица) är en ort i Bulgarien.   Den ligger i kommunen Obsjtina Jablanitsa och regionen Lovetj, i den centrala delen av landet, 70 km nordost om huvudstaden Sofia. Jablanitsa ligger 487 meter över havet och antalet invånare är 3 237.
Terrängen runt Jablanitsa är huvudsakligen kuperad, men åt sydväst är den platt. Närmaste större samhälle är Teteven, 17,8 km sydost om Jablanitsa.
Omgivningarna runt Jablanitsa är en mosaik av jordbruksmark och naturlig växtlighet. Runt Jablanitsa är det ganska glesbefolkat, med 34 invånare per kvadratkilometer.